# Txikiteo

Le txikiteo, est la tradition de boire des txikitos ou petits verres de vin, en allant de bar en bar, et ce dans une zone limitée, en groupe d'amis.

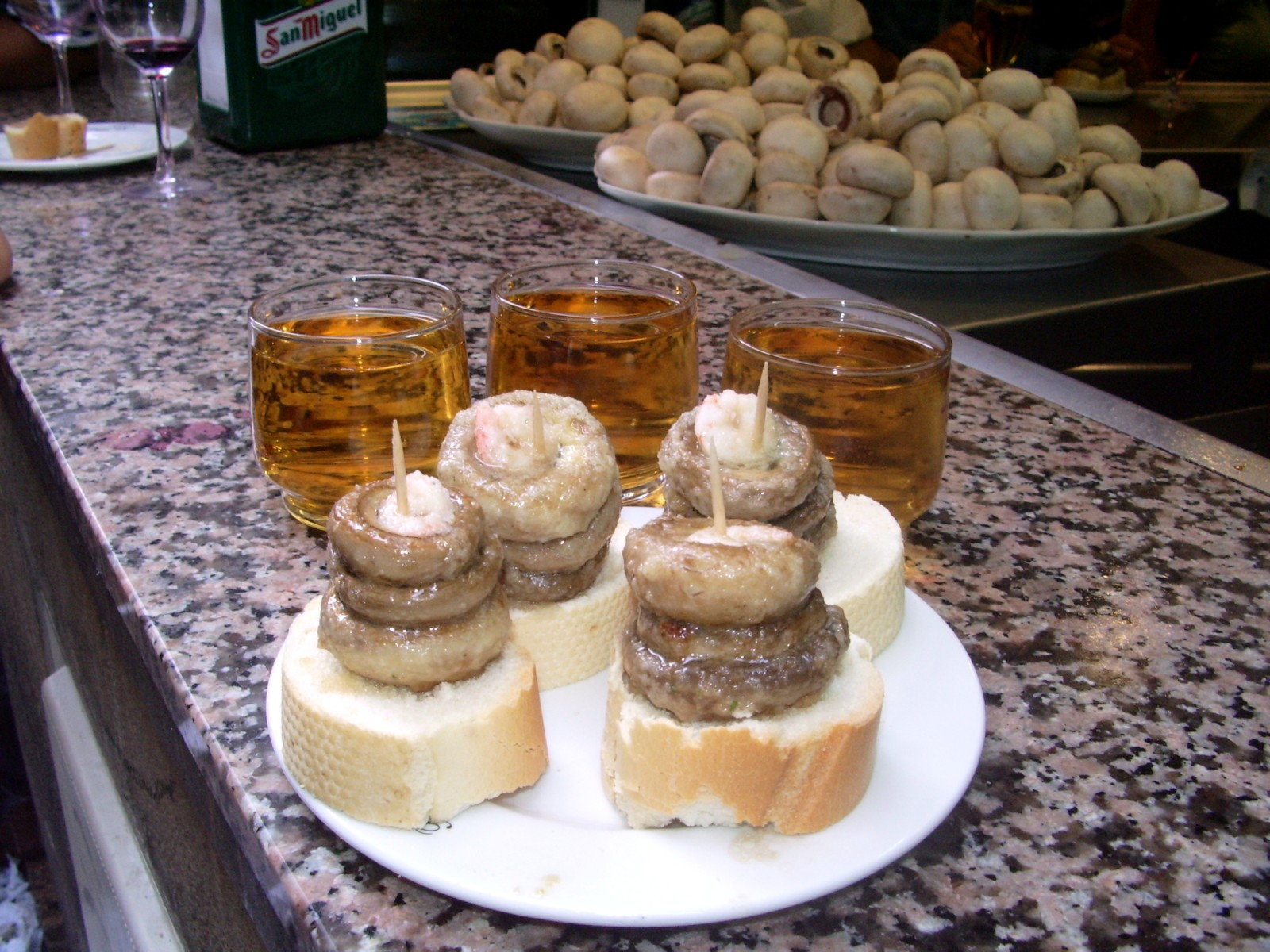
Pintxos et txikitos dans la Calle del Laurel de Logroño.

Outre la consommation des vins, généralement accompagnés de pintxos ou tapas, le txikiteo donne l'occasion de sortir de la routine quotidienne et de maintenir des rapports sociaux. Cette activité ludique a eu une grande implantation au Pays basque, en Navarre, dans La Rioja,, et plus récemment dans la Cantabrie, et au nord de la province de Burgos, et autres régions espagnoles.

## Histoire et évolution dutxikiteo
Il n'y a pas de références écrites claires quant au début de cette tradition. Le Pays basque est une des zones où l'on rencontre le plus de bars par habitant en Espagne, et par conséquent en Europe. Au début, et pendant de nombreuses années, cette tradition a été totalement masculine et les femmes y étaient interdites. Durant les dernières années, la femme participe au txikiteo, y compris en formant des groupes exclusivement féminins. De nos jours, le txikiteo traditionnel se perd de plus en plus.